# West Coast Wilderness Railway
| Zahnradlokomotive auf der Drehscheibe in Dubbil Barril |                   |                                               |                                               |
| Streckenlänge: | 34,5 km           |                                               |                                               |
| Spurweite: | 1067 mm (Kapspur) |                                               |                                               |
| Maximale Neigung: | 66,7 ‰            |                                               |                                               |
| Zahnstangensystem: | Abt               |                                               |                                               |
| |                   |                                               |                                               |
| \| \| \| vom Kupfer-Bergwerk \| \| \| \| 00,0 \| Queenstown \| 141 m \| \| \| \| Depot \| \| \| \| \| Queen River (25 m) \| \| \| \| 05 0 \| Lynchford \| 91 m \| \| \| 07 0 \| Tasmanian Special Timbers \| Tasmanian Special Timbers \| \| \| 09 0 \| Halls Creek Beginn Zahnstange \| 115 m \| \| \| 11 0 \| Rinadeena (Scheitelpunkt) \| 248 m \| \| \| \| Schlucht des King River \| \| \| \| 16 0 \| Dubbil Barril Ende Zahnstange \| 40 m \| \| \| \| Camp Spur \| 42 m \| \| \| \| Quarter Mile Bridge (100 m, ehem. ~400 m) \| \| \| \| \| Lower Landing \| 28 m \| \| \| 26 0 \| Teepookana \| 20 m \| \| \| \| Iron Bridge (44 m) \| \| \| \| 29 0 \| Lowana Yard \| 10 m \| \| \| \| Macquarie Harbour \| \| \| \| 34,5 \| Regatta Point (bei Strahan) \| 4 m \| \| \| \| Depot \| \| \| \| \| Strahan-Zeehan Railway nach Zeehan (bis 1960) \| \| |                   |                                               |                                               |
| Strecke (außer Betrieb) |                   | vom Kupfer-Bergwerk                           | vom Kupfer-Bergwerk                           |
| Kopfbahnhof Strecke bis hier außer Betrieb | 00,0              | Queenstown                                    | 141 m                                         |
| Betriebs-/Güterbahnhof Streckenanfang und quer · Abzweig geradeaus und von rechts |                   | Depot                                         | Depot                                         |
| Brücke über Wasserlauf |                   | Queen River (25 m)                            | Queen River (25 m)                            |
| Bahnhof | 05 0              | Lynchford                                     | 91 m                                          |
| Dienststation / Betriebs- oder Güterbahnhof | 07 0              | Tasmanian Special Timbers                     | Tasmanian Special Timbers                     |
| | 09 0              | Halls Creek Beginn Zahnstange                 | 115 m                                         |
| Bahnhof | 11 0              | Rinadeena (Scheitelpunkt)                     | 248 m                                         |
| Strecke |                   | Schlucht des King River                       | Schlucht des King River                       |
| | 16 0              | Dubbil Barril Ende Zahnstange                 | 40 m                                          |
| Blockstelle |                   | Camp Spur                                     | 42 m                                          |
| Brücke über Wasserlauf |                   | Quarter Mile Bridge (100 m, ehem. ~400 m)     | Quarter Mile Bridge (100 m, ehem. ~400 m)     |
| Bahnhof |                   | Lower Landing                                 | 28 m                                          |
| Blockstelle | 26 0              | Teepookana                                    | 20 m                                          |
| Brücke über Wasserlauf |                   | Iron Bridge (44 m)                            | Iron Bridge (44 m)                            |
| Bahnhof | 29 0              | Lowana Yard                                   | 10 m                                          |
| Strecke |                   | Macquarie Harbour                             | Macquarie Harbour                             |
| Bahnhof | 34,5              | Regatta Point (bei Strahan)                   | 4 m                                           |
| Betriebs-/Güterbahnhof Streckenanfang und quer · Abzweig geradeaus und von rechts |                   | Depot                                         | Depot                                         |
| Strecke (außer Betrieb) |                   | Strahan-Zeehan Railway nach Zeehan (bis 1960) | Strahan-Zeehan Railway nach Zeehan (bis 1960) |

Die West Coast Wilderness Railway, abgekürzt WCWR, ist eine wiederhergestellte Zahnrad-Schmalspurbahn auf der Trasse der Mount Lyell Mining and Railway Company zwischen Queenstown und Regatta Point bei Strahan im australischen Bundesstaat Tasmanien. Sie ist neben der Perisher Skitube eine von zwei Zahnradbahnen in Australien (Siehe auch: Liste von Zahnradbahnen#Australien).

## Geschichte

### Ursprüngliche Verwendung
Die Mount Lyell Mining Co wurde im November 1892 gegründet und am 29. März 1893 als Mount Lyell Mining and Railway Company umfirmiert. Die erste Teilstrecke der Eisenbahn wurde 1897 offiziell eröffnet, die zweite Teilstrecke von Teepookana zum Regatta Point bei Strahan am 1. November 1899.
Die Eisenbahn bot die einzige Möglichkeit, Kupfer aus dem Bergwerk in Queenstown zu vermarkten. Bis 1932, als die Straße nach Hobart fertiggestellt wurde, war sie die einzige Zufahrt nach Queenstown.
Die 34,5 km lange Schmalspurbahn mit einer Spurweite von 1.067 mm (3 Fuß 6 Zoll) benutzte auf den Steilstrecken das von Carl Roman Abt entwickelte Zahnstangensystem Abt. Das stärkste Gefälle war 1 m in 15 m (66,7‰). Deshalb war das Gesamtgewicht der Züge von Anfang an begrenzt.
Die ursprüngliche Bahnlinie hatte noch Verlängerungen in das Betriebsgelände in Queenstown, und von Regatta Point nach
Strahan zur Abzweigung von der staatlichen Strahan-Zeehan Railway nach Zeehan. 1936 war die Gesellschaft im Besitz von sechs Lokomotiven, drei Triebwagen, acht Personenwagen und 131 Güterwagen.
Der Eisenbahnbetrieb wurde am 10. August 1963 wegen der steigenden Erhaltungskosten und der Konkurrenz durch den Straßenverkehr auf dem Murchison Highway eingestellt. Der letzte Zug wurde von derselben Lokomotive wie 1896 der erste gezogen: ABT 1. Die Gleise und andere bewegliche Gegenstände wurden zur Verschrottung abgerissen, aber die meisten Brücken blieben an Ort und Stelle.
Nach der Schließung der Eisenbahn wurde das Rollmaterial verteilt: Die Wagen gingen an die Puffing Billy Railway in Victoria und die Abt-Lokomotiven wurden in Museen ausgestellt.

### Wiederherstellung
Trotz einiger seit 1963 geäußerter Vorschläge, dauerte es bis in die 1990er Jahre, dass einige enthusiastische Bewohner der Westküste eine Kampagne für die Wiederherstellung der Zahnradbahn zur Erhaltung des Geschichtserbes und als Touristenattraktion starteten, zu einer Zeit, als die Mount Lyell Company ihre Bergbautätigkeiten bereits eingestellt hatte und die Dammbauaktivitäten von Hydro Tasmania bereits heruntergefahren wurden.

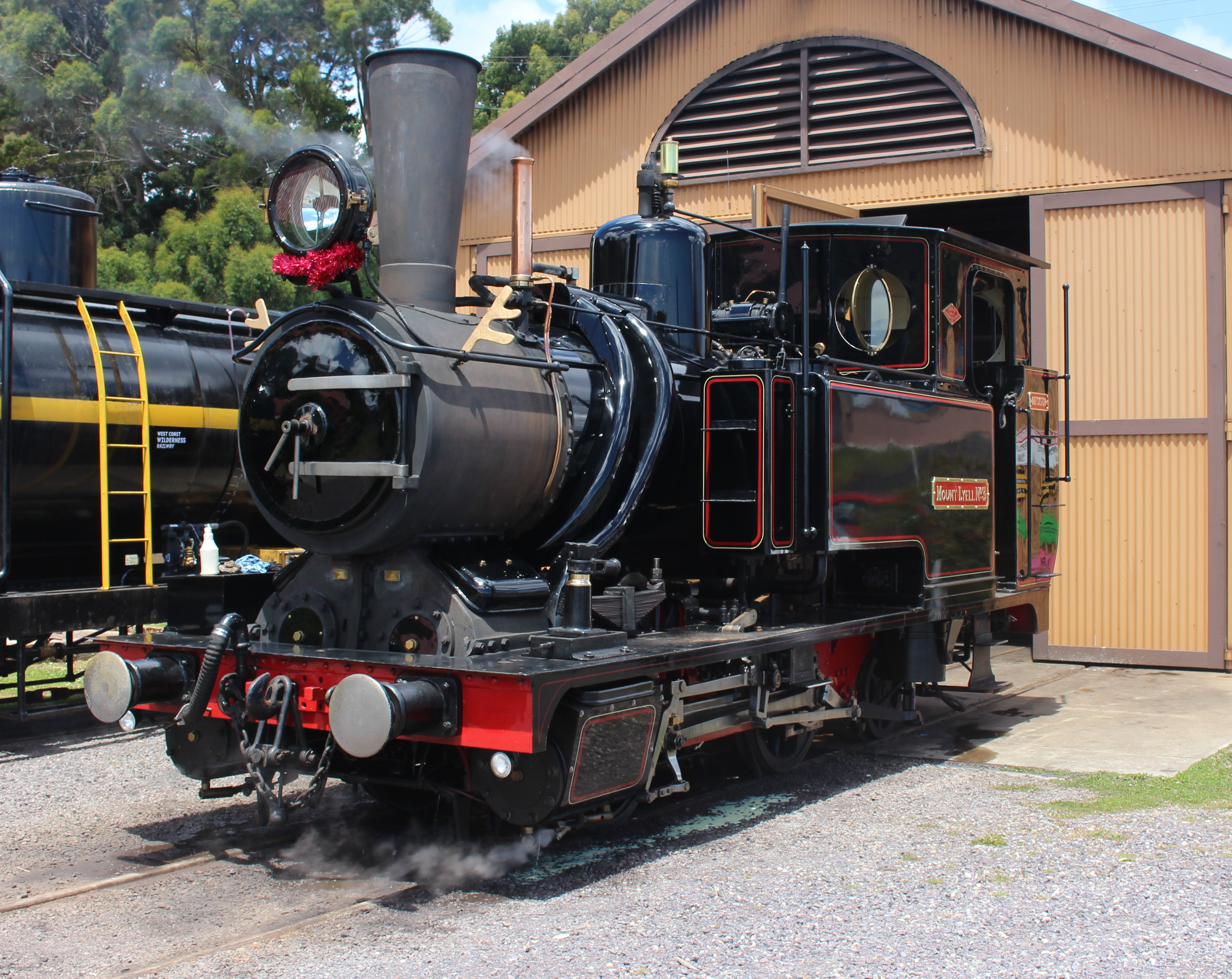
Mount Lyell No. 3 war eine der ursprünglichen Abt-Lokomotiven

Die Wiederherstellung wurde durch einen staatlichen Zuschuss von 20,45 Mio. AU$ aus dem Australian Government Prime Minister's Federal Fund möglich, mit weiten Beiträgen von der Staatsregierung und privaten Investoren. Die wiederhergestellte Bahn wurde am 27. Dezember 2002 als Abt Wilderness Railway durch den australischen Premierminister John Howard und den tasmanischen Premierminister Jim Bacon 2003 offiziell in Betrieb genommen.
Die Strecke folgt dem ursprünglichen Verlauf mit Ausnahme der sogenannten 'Quarter Mile Bridge' bei Teepookana (Tasmanien). Nachdem Beschädigung der alten Brücke in der Überschwemmung von 1974 wurde eine neue, etwas kürzere, Brücke etwas weiter südlich errichtet.
Von den ursprünglich 5 Dampfloks wurden ABT 1 und ABT 3 im Jahr 2001 generalüberholt und ABT 5 im Jahr 2005. Die Dampflok ABT 2 wurde im Tasmanian Transport Museum in Glenorchy bei Hobart ausgestellt, kam aber nach aufwendiger Rekonstruktion im Jahr 2023 wieder in Betrieb. Die Dampflok ABT 4 wurde als Teilespender für die anderen Lokomotiven zerlegt. Bei den Personenwagen handelt es sich um Neubauten.

### Betriebliche Änderungen
Die wiederhergestellte Eisenbahn wurde von der Federal Group betrieben. Am 4. Februar 2013 verkündete sie, dass sie das Leasing der Strecke im April 2013 beenden müsse, weil es Umsatzeinbußen gab und hohe Investitionssummen für die Infrastruktur erforderlich seien. Die Regierung von Tasmanien schätze die Erhaltungskosten auf 15 bis 20 Mio. AU$ und erklärte, dass die Regierung diese Summe allein ohne private Investoren nicht bereitstellen könne.
Nach Gleisbauarbeiten wurde die Eisenbahn am 6. Januar 2014 wieder zwischen Queenstown and Dubbil Barril in Betrieb genommen, während weitere Arbeiten auf dem Abschnitt von Dubbil Barril nach Regatta Point durchgeführt wurden.